# LSD: Dream Emulator
LSD: Dream Emulator (a volte abbreviato LSD) è un videogioco di esplorazione sviluppato da Asmik Ace Entertainment per PlayStation e pubblicato per il solo Giappone il 22 ottobre 1998. In esso il giocatore esplora ambienti surreali senza alcun obiettivo predefinito e può soltanto muoversi e toccare oggetti. LSD: Dream Emulator venne concepito dall'artista giapponese Osamu Sato, che si prefisse l'obiettivo di non creare un vero e proprio videogioco e di utilizzare la piattaforma PlayStation come mezzo per creare arte contemporanea. Le ambientazioni del gioco si ispirano a quanto scritto nel diario dei sogni posseduto per più di un decennio da Hiroko Nishikawa, una dipendente della Asmik Ace.
LSD: Dream Emulator uscì in tiratura limitata nel solo Giappone insieme a una colonna sonora e a un libro contenente estratti del diario dei sogni a cui si ispira. Sebbene fosse stato rapidamente dimenticato, esso tornò a far parlare di sé con l'emersione di Internet a causa della sua eccentricità, divenendo oggetto di discussione su diversi blog umoristici e diventando protagonista di vari Let's Play virtuali. I critici hanno elogiato la sua stravaganza e lo hanno definito uno dei videogiochi più "snervanti", "sperimentali" e "imprevedibili" di tutti i tempi. LSD: Dream Emulator venne ripubblicato a grande richiesta su PlayStation Network nel 2010 per il solo Giappone.

## Sviluppo
LSD: Dream Emulator nacque da un'idea del poliedrico artista giapponese Osamu Sato, che iniziò la sua carriera artistica nella fotografia e nella composizione di musica negli anni ottanta, prima di dedicarsi alla progettazione grafica digitale e alla computer art. Negli anni '90, Sato cominciò a sperimentare la tecnologia dei CD-ROM, creando video animati e interattivi in 3D. Sebbene questi progetti assomigliassero ai videogiochi, l'intento di Sato non era quello di creare giochi, ma di utilizzare le console come mezzo per creare opere d'arte contemporanea. Il primo progetto di Sato, finanziato da Sony Music Entertainment Japan e pubblicato nel 1994, si intitola Eastern Mind: The Lost Souls di Tong-Nou, uscito per i soli mercati giapponesi e statunitensi. Grazie ai riconoscimenti ottenuti da Eastern Mind, Sato fu in grado di reperire fondi sufficienti per realizzare il seguente LSD: Dream Emulator.
Sato rifiutò nuovamente l'idea di realizzare un vero e proprio videogioco, e volle utilizzare la PlayStation come mezzo per creare arte e musica. Affermò di aver scelto la console PlayStation come piattaforma perché sosteneva che la Sony, proprietaria dell'apparecchio, voleva creare progetti interattivi più ambiziosi dei classici videogame, mentre sentiva che la Sega e la Nintendo avessero una reputazione più alta come società di giocattoli. Sato concepì LSD: Dream Emulator dopo aver fatto alcune partite ad alcuni giochi di corsa, che reputava difficili e noiosi dal momento che non si considerava un abile giocatore: ciò lo spinse a immaginare le possibilità di distruggere le macchine virtuali che guidava contro una parete in modo da trasportare il giocatore in un'altra dimensione. Pensò che questo sarebbe stato più piacevole per giocatori come lui che non erano esperti in altri tipi di giochi. Da lì, ebbe l'idea di creare un mondo immaginario irrazionale e facilmente dimenticabile come quello dei sogni. Sato non avrebbe dato al gioco alcun obiettivo perché, secondo lui, non sono essenziali nei videogiochi dal momento che "anche l'esistenza umana naturale non può essere ridotta a semplici obiettivi". Per quanto riguarda le fonti di ispirazione di LSD, l'artista dichiarò di aver preso a modello un diario dei sogni posseduto per oltre dieci anni da Hiroko Nishikawa, una collega della Asmik Ace Entertainment. Sato inserì nel gioco contenuti inusuali nel gioco, fra cui degli improvvisi game over, video e testi da far "digerire" ai giocatori.
La musica venne composta dallo stesso Sato, che sfruttò i campionamenti ripresi da circa 500 pattern musicali; sosteneva che questo approccio somigliasse al "caos di uno stato onirico che va in contrasto con le melodie ben definite". Si ispirò specialmente alla musica dell'etichetta Warp Records. Inizialmente, lui avrebbe incluso scale pentatoniche e melodie particolari per dare al gioco un tocco asiatico, ma si rese conto che non era necessario dopo aver visto il successo internazionale di produttori giapponesi come Ken Ishii (che in seguito sarà autore di un remix di un brano della colonna sonora del gioco).
L'LSD del titolo è un riferimento all'omonima sostanza psichedelica: scelta nata dal bisogno di catturare l'attenzione delle sottoculture hippie e psichedeliche del periodo. All'acronimo vennero date varie interpretazioni quali in Life, the Sensuous Dream ("nella vita, il sogno sensuale") e in Limbo, the Silent Dream ("nel limbo, il sogno silenzioso"). Sato sentì che questo titolo simboleggiasse il caos e la confusione dei sogni. Secondo Sato, il movimento psichedelico si intrecciava con la cultura del personal computer nella West Coast degli Stati Uniti, un pubblico a cui egli voleva rivolgersi nel momento in cui sviluppava LSD: Dream Emulator e Eastern Mind.

## Pubblicazione
Sato sperava che LSD uscisse anche per il mercato statunitense esattamente come era accaduto in Eastern Mind, ma il gioco venne inizialmente pubblicato nel solo Giappone il 22 ottobre 1998. Sato dichiarò che LSD non avrebbe avuto dei seguiti. Essendo un titolo indipendente, LSD: Dream Emulator fu pubblicato in edizione limitata assieme a un CD di techno psichedelica intitolato Lucy in the Sky with Dynamites e un libretto intitolato Lovely Sweet Dream che contiene estratti del diario dei sogni di Nishikawa nonché traduzioni in lingua inglese di molti sogni e illustrazioni forniti da una grande varietà di artisti. Sato non volle mai pubblicare una colonna sonora a parte ma, volle che una compilation della musica del gioco, intitolata LSD and Remixes e contenente i remix di Ken Ishii, Jimi Tenor, μ-Ziq, Morgan Geist e altri artisti, uscisse insieme al gioco.
LSD: Dream Emulator vendette poche copie e divenne un prodotto raro e costoso. Anni più tardi, l'alta domanda da parte dei fan, spinse Sony Computer Entertainment a ripubblicarlo su PlayStation Network l'11 agosto 2010, solamente per il Giappone.

## Modalità di gioco
LSD: Dream Emulator è un gioco di esplorazione in prima persona che è stato definito un "sogno giocabile" dove il giocatore esplora ambienti onirici e surreali senza obiettivi precisi. Ogniqualvolta il giocatore tocca gli oggetti sparsi nei vari ambienti oppure si addentra in determinati luoghi, viene trasportato in un'area diversa. Fra gli ambienti presenti in LSD: Dream Emulator vi sono un villaggio giapponese, una città, un campo all'aperto, una casa e altri. Ogni partita termina dopo dieci minuti, oppure quando il giocatore interagisce con particolari oggetti o cade in un precipizio.
Ogniqualvolta un giocatore termina un "sogno", ovvero una partita intera la cui durata corrisponderebbe a un intero giorno di tempo nella vita reale, esso viene classificato "superiore", "inferiore", "statico" o "dinamico" a seconda di come si è mosso il protagonista. Maggiore è il numero di partite che vengono fatte a LSD: Dream Emulator e maggiore è il numero di texture adoperate negli ambienti, che divengono in questo modo sempre più surreali e psichedelici. Le collocazioni degli oggetti cambiano al termine di ogni sogno. A volte, quando si inizia una nuova partita, viene riprodotto un filmato. Dopo 20 giorni virtuali, nel menu principale appare un'opzione "flashback", che consente al giocatore di rivivere una versione abbreviata dell'ultimo sogno che ha giocato. In questa modalità vi è un uomo che vaga per i vari ambienti e che quando viene toccato dal giocatore impedisce a quest'ultimo l'utilizzo dell'opzione "flashback" al termine del sogno che sta giocando.

## Accoglienza
LSD: Dream Emulator è stato presto dimenticato dopo l'uscita a causa della sua disponibilità limitata e della sua natura eccentrica. Ciò lo ha reso un titolo di culto negli anni seguenti. Il suo interesse rinnovato tra il pubblico occidentale avvenuto anni dopo la sua uscita è un mistero per Sato. Motherboard ha scritto che la sua popolarità è dovuta a Internet, principalmente grazie alle sue apparizioni in blog umoristici, quali Cracked.com, e nei vari Let's Play di YouTube, in cui gli utenti furono incuriositi dalla natura insolita del gioco. Hardcore Gaming 101 ha concluso che la popolarità di LSD: Dream Emulator è un "testamento per la domanda dei consumatori di giochi allucinogeni ed esperienziali". Sato ha affermato che un pubblico giovanile sarebbe andato a vedere le sue mostre d'arte grazie alla popolarità ottenuta dal videogioco. La band degli Alt-J ebbe il permesso di utilizzare un'istantanea schermo di LSD: Dream Emulator per la copertina del loro album Relaxer (2017). Nel 2011, un fan del gioco sviluppò un remake non ufficiale e per personal computer di LSD: Dream Emulator adottando il motore grafico Unity. Esso venne pubblicato in versione alfa nel 2014.
Per quanto riguarda la qualità artistica del gioco, Kill Screen ha definito LSD: Dream Emulator "uno dei giochi più strani e imprevedibili mai realizzati". Hardcore Gaming 101 ha dichiarato che "non c'è mai stato un altro videogioco che abbia conferito in modo così efficace la sensazione di un sogno reale", sostenendo anche che, sebbene fosse un po' datato, vale comunque la pena provarlo. Il titolo della Asmik Ace è stato paragonato alla serie a fumetti Little Nemo e Sandman, al film Sogni e al romanzo Le avventure di Alice nel Paese delle Meraviglie in quanto sarebbe un'opera d'arte progettata per emulare i sogni. La Red Bull Music Academy lo ha definito uno dei titoli più "sperimentali" di sempre.

## Colonna sonora
Le tracce che seguono sono quelle dei CD allegati a LSD: Dream Emulator ovvero LSD and Remixes e Lucy in the Sky with Dynamites. I brani sono tutti attribuiti a Osamu Sato.

### LSD and Remixes

#### CD 1
1. Funky Solution (LSD) – 5:50
2. Long Tall Eyelash – 5:41
3. TV River – 5:40
4. Professional Problem – 4:57
5. Oriental Grill – 4:18
6. Come on and – 6:49
7. Fax Factory – 4:40
8. Fried Banana – 5:18
9. Say Cheeze – 6:02

Durata totale: 49:15

#### CD 2
1. Long Tall Eyelash (Ken Ishii Mix) – 5:50
2. Funky Solution (Jimi Tenor Mix) – 6:32
3. Long Tall Eyelash (µ-Ziq Mix) – 8:11
4. TV River (Morgan Geist Mix) – 6:20
5. Professional Problem (Pantune Music Mix) – 7:21
6. Oriental Grill (M.P.D. Mix) – 9:01
7. Come on and (Out Ass Mao Mix) – 8:15

Durata totale: 51:30

### Lucy in the Sky with Dynamites
1. Lucy in the Sky with Dynamites – 60:00